# Marcellino (nome)
Marcellino  è un nome proprio di persona italiano maschile.

## Varianti
- Ipocoristici: Cellino[3], Celino[2], Lino
- Femminili: Marcellina[1]

### Varianti in altre lingue
- Albanese: Marçelini
- Basco: Martzelino
- Catalano: Marcel·lí
- Croato: Marcelin
- Bulgaro: Марцелин (Marcelin)
- Francese: Marcellin[2], Marcelin
- Galiziano: Marcelino
- Latino: Marcellinus[1][2]
- Macedone: Марцелин (Marcelin)
- Polacco: Marcelin
- Portoghese: Marcelino[2]
- Rumeno: Marcelin
- Russo: Марцеллин (Marcellin)
- Serbo: Марцелин (Marcelin)
- Slovacco: Marcelín
- Sloveno: Marcelin
- Spagnolo: Marcelino[2]
- Ucraino: Марцелін (Marcelin)
- Ungherese: Marcellinusz

## Origine e diffusione
Deriva dal cognomen romano Marcellinus, un patronimico di Marcellus, avente quindi il significato di "di Marcello", "appartenente a Marcello". Ad oggi, comunque, viene spesso considerato un suo semplice diminutivo.
Nel dopoguerra, il nome è stato reso celebre dal film spagnolo del 1955 Marcellino pane e vino, diretto da Ladislao Vajda e interpretato dal piccolo Pablito Calvo, tratto dall'omonimo libro del 1953 dello scrittore spagnolo José María Sánchez Silva.

## Onomastico
L'onomastico può essere festeggiato in memoria di più santi, alle date seguenti:
- 2 gennaio, san Marcellino, martire sulla via Appia insieme ai fratelli Argeo e Narciso[5]
- 9 gennaio, san Marcellino, vescovo di Ancona[5]
- 20 aprile, san Marcellino, confessore e vescovo di Embrun[5]
- 26 aprile, san Marcellino, papa[5]
- 2 giugno, san Marcellino, presbitero e martire insieme a san Pietro a Roma[5]
- 6 giugno, san Marcellin Champagnat, sacerdote e fondatore dei Fratelli maristi delle scuole[5]
- 27 agosto, san Marcellino, martire di Costanza con altri compagni[5]
- 13 settembre, san Marcellino, tribuno e martire a Cartagine[5]
- 28 novembre, beato Marcelino Sánchez Fernandez, religioso e martire a Paracuellos de Jarama[5]

## Persone
- Marcellino Albergotti Beltrami, vescovo cattolico italiano
- Marcellino Corio, cardinale italiano
- Marcellino Gavio, imprenditore italiano
- Marcellino Lucchi, pilota motociclistico italiano
- Marcellino Mariucci, conduttore televisivo e attore italiano
- Marcellino Roda, botanico italiano

### Storia antica
- Marcellino, console nel 275

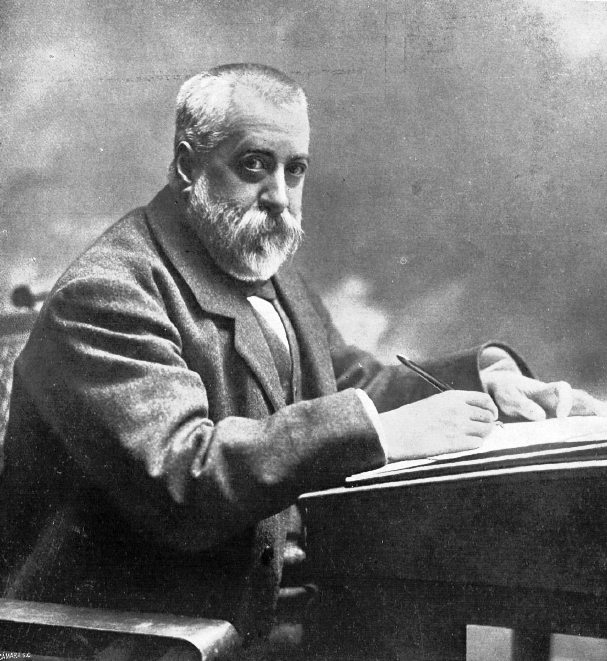
Marcelino Menéndez Pelayo

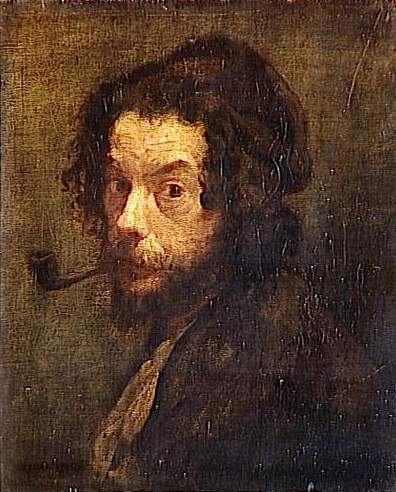
Marcellin Desboutin

- Marcellino, funzionario dell'imperatore romano Costante I e dell'usurpatore Magnenzio, magister officiorum
- Marcellino, funzionario dell'usurpatore Magnenzio, magister militum
- Marcellino, generale romano semi-indipendente in Illirico intorno al 468
- Marcellino, presbitero e santo romano
- Marcellino di Ancona, vescovo di Ancona e santo
- Marcellino di Cartagine, diplomatico e santo romano
- Papa Marcellino, ventinovesimo papa, santo
- Ammiano Marcellino, storico romano di età tardo-imperiale
- Conte Marcellino, storico bizantino del VI secolo
- Gneo Cornelio Lentulo Marcellino, console nel 57 a.C.

### Variante Marcelino
- Marcelino dos Santos, politico mozambicano
- Marcelino García Toral, calciatore e allenatore di calcio spagnolo
- Marcelino Martínez, calciatore spagnolo
- Marcelino Menéndez Pelayo, scrittore spagnolo
- Marcelino Oreja, politico spagnolo
- Marcelino Sánchez, attore portoricano naturalizzato statunitense

### Variante Marcellin
- Marcellin Berthelot, chimico, storico e politico francese
- Marcellin Champagnat, sacerdote francese
- Marcellin Desboutin, pittore e scrittore francese

### Altre varianti
- Marcel·lí Antúnez Roca, artista spagnolo
- Marcelin Beaussier, militare e orientalista francese
- Marcelin Tamboulas, calciatore centrafricano

## Il nome nelle arti
- Marcelino (in italiano, Marcellino) è il protagonista del romanzo di José María Sánchez Silva Marcelino Pan Y Vino, e di tutte le opere da esso tratte, tra cui il film del 1955 Marcellino pane e vino.